# Herman Otto van Hoensbroeck-Geul

Familiewapen
van Hoensbroeck

Herman Otto van Hoensbroeck-Geul (gedoopt in de Sint-Martinuskerk te Geulle, 14 mei 1699 - Geulle, 16 september 1762) was een graaf uit het Huis Hoensbroeck.
Hij was een zoon van Philip Willem Coenraad van Hoensbroeck-Geul (1657-1716) en Anna Bernardina van Limburg-Bronckhorst-Stirum barones van Stevensweert. Herman was graaf van Hoensbroeck-Geul, heer van Geul, Bunde, Ulestraten, Erpicom, Grote-Brogel, Monfrin, Gemine, Baillonville en Strasbourgh. Verder was hij voogd en stadhouder van het Land van Valkenburg (Spaanse partage), kamerheer van Clemens August I van Beieren, aartsbisschop van Keulen en kamerheer van Karel Nicolaas Alexander d'Oultremont, prins-bisschop van Luik. 
Herman Otto was de laatste mannelijke van Hoensbroeck die het kasteel Geulle bewoonde. 
Hij trouwde in de Sint Maartenskerk te Maastricht op 21 april 1728 met Anna Maria Juliana Felicitas van Prevel tot Bettembourg vrouwe van Geulle 1762-1775 en kanunnikes in de abdij van Munsterbilzen te Munsterbilzen in Vlaanderen (1698 - Geulle, 26 september 1775).
Uit zijn huwelijk met Anna Maria Juliana Felicitas van Prevel tot Bettenbourg werd slechts één kind geboren:
- Anna Maria Bernardina Apollonia Philippa van Hoensbroeck-Geul gravin van Hoensbroeck-Geul (gedoopt Sint-Martinuskerk (Geulle) 8 mei 1729 - Geulle, 26 september 1798)